# Paul Wernick
Paul Wernick, är en kanadensisk filmproducent och manusförfattare. Han är främst känd för sitt samarbete med Rhett Reese. Tillsammans har de skrivit filmerna Zombieland, G.I. Joe: Retaliation och Deadpool.